# エーリュシオン

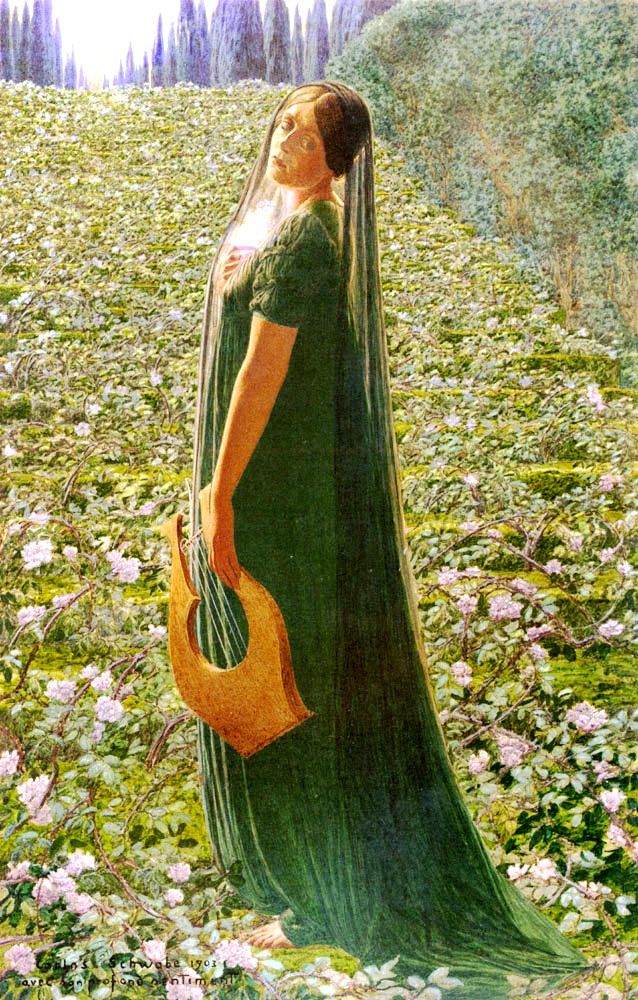
『エリュシオンの野』（カルロス・シュヴァーベ画、1903年）

エーリュシオン（古希: Ἠλύσιον, Ēlysion、羅: Elysium）は、ギリシア神話に登場する死後の楽園である。神々に愛された英雄たちの魂が暮らすとされる。長母音を省略してエリュシオンとも表記される。

## 諸説
紀元前8世紀末のホメーロスの叙事詩（『オデュッセイア』第4歌563行）など古い時代の説では、エーリュシオンは世界の西の果て、オーケアノスの海流の近くにある気候温暖で芳香に満ちた島とされ、ラダマンテュスが治めているという。
なお、ヘーシオドス（『仕事と日』171行）においては、エーリュシオンは「至福者の島」（古希: μακάρων νῆσοι、マカローン・ネーソイ）と表現されており、これもエーリュシオンの異称として定着している。
一方、紀元前1世紀のウェルギリウスの『アエネーイス』など、新しい時代の説ではエーリュシオンは地下にあり、ハーデースの統治下にあるとされる。死者のなかでも生前正しい行ないをした者が死後に移り住むとされる世界で、白ポプラの木が茂っている。これは、レウケーが変身した物であるという。
2世紀のプトレマイオスの著書『ゲオグラフィア』（Geographia、地理学）に治められている世界地図では、ヘーシオドスの表現「至福者の島」（マカローン・ネーソイ）が用いられており、世界の最西端と当時は考えられていた。中世ヨーロッパにおいても「至福者の島」（羅: Fortunatae insulae, Fortunate islesなど）と翻訳され、世界地図にも記載されていた。大航海時代の探検家たちの探索の目的となり、近世まで探検が行なわれていた。現在の「マカロネシア」の名称は、これに因んでいる。
比較神話学においては、仏教の浄土信仰に比されることがある。